# Geoff Campion
Pour les articles homonymes, voir Campion.
Geoff Campion, né le 19 novembre 1916 à Coventry et mort le 18 décembre 1997 à Sedgemoor, est un dessinateur de bande dessinée britannique.

## Œuvre

### Albums publiés en France
- Akim Color, Aventures et Voyages, collection Mon journal

46. Dans la gueule du loup, scénario de Jac L., Roberto Renzi et Frank Pepper, dessins de Jac L., Geoff Campion et Augusto Pedrazza, 1971
48. L'Abdication de Bajan, scénario de Jac L., Roberto Renzi et Frank Pepper, dessins de Jac L., Geoff Campion et Augusto Pedrazza, 1971
51. Le Pari de Bill Parkin, scénario de Roberto Renzi et Frank Pepper, dessins de Geoff Campion et Augusto Pedrazza, 1972
52. L'Antre du monstre, scénario de Roberto Renzi et Frank Pepper, dessins de Geoff Campion et Augusto Pedrazza, 1972
61. L'Île en flamme, scénario de Guy Lehideux, Roberto Renzi et Frank Pepper, dessins de Guy Lehideux, Augusto Pedrazza, Geoff Campion et Reg Bunn, 1972
62. Seul contre tous, scénario de Roberto Renzi et Frank Pepper, dessins de Geoff Campion et Augusto Pedrazza, 1973
63. Le Retour de Terror le cyclope, scénario de Roberto Renzi et Frank Pepper, dessins de Geoff Campion et Augusto Pedrazza, 1973
64. Tun le grand, le roi des hiboux, scénario de Roberto Renzi et Frank Pepper, dessins de Geoff Campion et Augusto Pedrazza, 1973
65. La grande idole, scénario de Jac L., Roberto Renzi et Frank Pepper, dessins de Jac L., Geoff Campion et Augusto Pedrazza, 1973
66. Lutte contre les squales, scénario de Roberto Renzi et Frank Pepper, dessins de Geoff Campion et Augusto Pedrazza, 1973
67. Sirénus le mystérieux homme-grenouille, scénario de Roberto Renzi, Francisco Ibáñez et Frank Pepper, dessins de Geoff Campion, Ibanez et Augusto Pedrazza, 1973
69. Le dernier vol, scénario de Jac L., Ibanez, Roberto Renzi et Frank Pepper, dessins de Jac L., Ibanez, Geoff Campion et Augusto Pedrazza, 1973
70. Les Fleurs du sommeil enchanté, scénario de Roberto Renzi et Frank Pepper, dessins de Geoff Campion et Augusto Pedrazza, 1973
71. Le Monstre de la cité, scénario de Roberto Renzi, Ibanez et Frank Pepper, dessins de Geoff Campion, Ibanez et Augusto Pedrazza, 1973
72. Le Plan de Jim, scénario de Jac L., Ibanez, Roberto Renzi et Frank Pepper, dessins de Jac L., Ibanez, Geoff Campion et Augusto Pedrazza, 1973
74. Le Nid d'aigle, scénario de Jac L., Ibanez, Roberto Renzi et Frank Pepper, dessins de Jac L., Ibanez, Geoff Campion et Augusto Pedrazza, 1974
75. Le Secret de Monseigneur, scénario de Roberto Renzi et Frank Pepper, dessins de Geoff Campion et Augusto Pedrazza, 1974
76. L'étrange passager de la fusée BZ-14, scénario de Jac L., Roberto Renzi et Frank Pepper, dessins de Jac L., Geoff Campion et Augusto Pedrazza, 1974
77. La Trahison d'Onak, scénario de Roberto Renzi et Frank Pepper, dessins de Geoff Campion et Augusto Pedrazza, 1974
79. Les étranges habitants des neiges éternelles, scénario de Roberto Renzi, Ibanez et Frank Pepper, dessins de Geoff Campion, Ibanez et Augusto Pedrazza, 1974
81. Atomix, scénario de Roberto Renzi, Ibanez et Frank Pepper, dessins de Geoff Campion, Ibanez et Augusto Pedrazza, 1974
91. La Trahison de Mulok, scénario de Roberto Renzi, Ibanez et Frank Pepper, dessins de Geoff Campion, Ibanez et Augusto Pedrazza, 1974
- Atémi, Aventures et Voyages, collection Mon journal

167. Le petit frère venu de loin, scénario d'Antonio Musso, dessins de Loredano Ugolini, James Bleach, Mario Capaldi et Geoff Campion, 1983:169. Champion, scénario d'Antonio Musso, dessins de Loredano Ugolini, James Bleach, et Geoff Campion, 1983
- Capt'ain Swing, Aventures et Voyages, collection Mon Journal

113. Secret d'État, scénario d'EsseGesse, dessins de Geoff Campion et EsseGesse, 1975
- Trophée, Aventures et Voyages, collection Mon Journal

1. Trophée 1, scénario de Ron Clarke, dessins de Geoff Campion, 1971